# Mary Prince
placa comemorativa

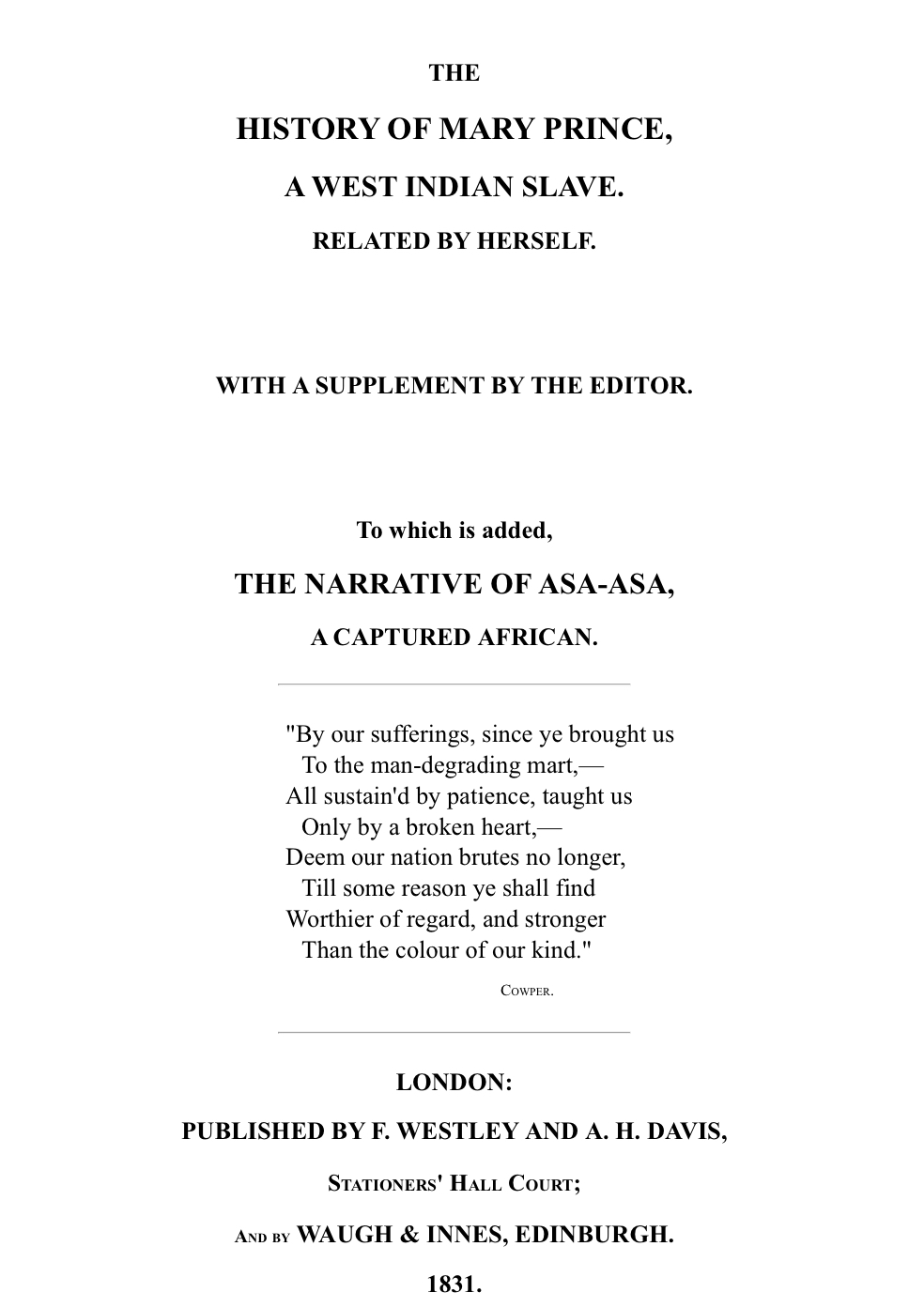
Capa da primeira edição de seu livro

Mary Prince (Primeiro de Outubro de 1788 – 1833) foi uma abolicionista e autobiográfica britânica, nascida nas Bermudas, em uma família escravizada de origem africana. Escreveu o livro "Narrativa escrava, A História de Mary Prince"(1831). Esse foi o primeiro relato sobre a escravidão há ser publicado por uma mulher negra na Grã-Bretanha.